# Bogdan Wawrzynowicz
Bogdan Wawrzynowicz (ur. 2 grudnia 1965) – polski basista. Wawrzynowicz współpracował z takimi wykonawcami i grupami muzycznymi jak: Edyta Bartosiewicz, Zbigniew Hołdys, Kasia Kowalska, John Porter, Małgorzata Ostrowska, Balkan Electrique oraz Maanam.

## Wybrana dyskografia
- Tamerlane – 14th Century Soul (1992)[3]
- Jacek Skubikowski – Uczciwa bieda (1994)[4]
- Shazza – Tak Blisko Nieba (1997)[5]
- Yak! – Yak! (1997)[6]
- Małgorzata Ostrowska – Alchemia (1999)[7]
- Balkan Electrique – Piosenki (2004)[8]
- Maanam – Znaki szczególne (2004)[9]
- Maanam – The Rest Of Maanam (2011)[10]